# Eugen Rotaru
Eugen Rotaru (n. 15 august 1941, Rîșcani, raionul Bălți, Basarabia; d. 5 decembrie 2018, București) a fost un scriitor român. 
A fost unul dintre cei mai prolifici și mai populari creatori de versuri pentru o diversitate de lucrări muzicale: texte, librete de operă, operetă, musicaluri, cuplete, scenete, spectacole de revistă și, către sfârșitul vieții, memorii și proză. 

## Biografie
Părinți: Pavel Rotaru și Agapia Rotaru, născută Gridenko. A fost căsătorit cu actrița Maria Rotaru și este tatăl actorului și regizorului Alex Rotaru, ambasador cultural al Statelor Unite în lume. Înmormântat în Cimitirul Bellu. 
Studii: Școala Sanitară București și Facultatea de Bio și Fizico-Chimice, Universitatea București. 
Familia din care provine este stabilă, cu o bună situație materială (posesori de pământ, tatăl este notar în Bălți). În timpul Celui De-al Doilea Război Mondial familia se refugiază în România, cu Eugen Rotaru în vârstă de aproape trei ani. Se vor stabili în localitatea Bolintinul din Vale - Județul Ilfov, unde își vor lua viața de la capăt. Eugen Rotaru va absolvi aici liceul și își va continua studiile superioare la București. Scrie versuri de foarte tânăr. În anii 1967-1977, va fi profesor de chimie la Liceul Iulia Hasdeu București. În această perioadă începe să traducă pentru Radio șlagăre din repertoriul internațional, care, potrivit legilor de atunci, trebuiau interpretate numai în limba română. Apoi se va dedica în totalitate poeziei și muzicii. 
Cunoscut întâi ca textier de muzică ușoară, cu sute de texte (UCMR-ADA a centralizat peste 700), dintre care circa 200, scrise pentru compozitori și interpreți de vârf, au devenit șlagăre cunoscute, premiate în țară și în străinătate, cântate și azi. Doar câteva exemple: „Lasă lumea să vorbească”, „De ce nu-mi spui că mă iubești”, „Ce mai vrei azi de la mine”, „Și voi uita”, „Din atâtea iubiri” etc. (muzica Vasile V. Vasilache); „Ne cunoaștem din vedere” (m. Corina Chiriac); „Ce mică e vacanța mare”, „Eu” (m. Ion Cristinoiu); „Mama, doar mama”, „Trăiesc”, „Eu te voi iubi”, „Dau viața mea pentru o iubire”, „Nu te enerva” (m. Marius Țeicu); „Fericirea are chipul tău”, „La revedere” (m. Marcel Dragomir); „Pentru tot ce a fost...”, „Mândruliță - fir de busuioc”, „Să nu mă întrebi azi pentru ce” (m. Horia Moculescu); „Dă, Doamne, cântec”, „Niciodată” (m. Viorel Gavrilă); „Bunule, Pământule” (m. Dan Ștefănică); „Santa Maria Maggiore” (m. Petre Aldea Teodorovici); „Vreau să vii în viața mea”, „Vorbe de dragoste” (m. Aura Urziceanu) și multe altele. 
A colaborat cu artiști precum Angela Similea, Mirabela Dauer, Corina Chiriac Aura Urziceanu, Stela Enache, Eva Kiss, Mihaela Runceanu, Laura Stoica, Monica Anghel, Loredana Groza, Oana Sârbu, Dan Spătaru,Mădălina Manole, Horia Moculescu, Marius Țeicu, Gabriel Dorobanțu, Adrian Daminescu șamd.
Libretist de Operă: „Povestea micului Pan” (m. Laurențiu Profeta) și de operetă: „Examene, examene” (m. Marius Țeicu) și altele.
Autor și adaptator de musicaluri: „Păguboșii”, „Moștenirea lui Cadâr” (m. Laurențiu Profeta), „Cuibul”, „Misterele Londrei” (m. Dan Ștefănică); „Prostul” (m. Vasile V. Vasilache) și altele. 
Spectacole de revistă: „Savoi, Savoi", „Cu femeile nu-i de glumit" etc. 
Colaborator și textier în filme: „Rămășagul” (regia Ion Popescu-Gopo), „Zâmbet de Soare” (regia Elisabeta Bostan), „Ultimele zile ale verii” (regia Savel Știopul), „Sania albastră” (regia Ioan Cărmăzan), „4, 3, 2” (regia Cristian Mungiu) etc. 
Proză: romanele „Jurnalul unei adolescente”, „Prințesa”, romanul biografic „Vasile Robescu, un mare inventator român”, proză scurtă „Uriașul din taiga și alte povestiri ca în filme”, memorii „Singur printre amintiri” (apărut postmortem). 
În viață i-au apărut piese de teatru, scenarii de film și proză. Postmortem i-au apărut culegere de texte și cuplete, teatru musical și scenarii de film.  
A fost Membru al Uniuniii Compozitorilor.  
Opinii critice
Aurel Storin, poet, textier, dramaturg: „Scriitorii de texte muzicale au devenit o specie pe cale de dispariție, după ce versurile lor au însoțit, timp de câteva decenii, cântecele denumite impropriu „de muzică ușoară”, cărora le-au dat identitate și parfum. Nu cunosc niciun cântec fără text care să fi devenit șlagăr… Așa cum erau, mai bune sau mai rele, textele participau cu drepturi egale la destinul cântecului, la popularitatea sau uitarea lui. Au existat și în acest domeniu de la răscruce de vânturi admirabili profesioniști ai genului, ca Nicușor Constantinescu, Puiu Maximilian, Eugea Mirea, Aurel Felea, Angel Grigoriu și Romeo Iorgulescu, George Mihalache, Sașa Georgescu, Mihai Maximilian. Și, alături de ei, o apariție surprinzătoare, un autor care a atras asupra lui atenția tuturor compozitorilor care și-l doreau prieten și colaborator: Eugen Rotaru.
Acest textier, cu alură de actor american de film, cu studii tehnice și lecturi occidentale, acaparase într-o vreme toate podiumurile de premianți la festivalurile de muzică ușoară: parcă îmi sună și acum în auz glasul zecilor de prezentatori care își terminau fraza fiecărui anunț cu formula: „… pe versuri de Eugen Rotaru!”
Versurile lui Eugen Rotaru erau altfel decât celelalte. Se simțea în fiecare cântec înclinația spre imaginea poetică, efortul textului de a deveni poezie. La francezi, marii poeți fac efortul de a deveni textieri. La noi, cei mai valoroși textieri încearcă porțile poeziei. La ei, poeții nu se simt deranjați de un cântec în care nu sunt decât „parolieri”, adică „făcători de cuvinte”. La noi, termenul de textier pare injurios și periferic. De aceea, textierii îl ocolesc sau caută înlocuitori. La Eugen Rotaru – nu e nevoie. El este un poet al cântecului, un ucenic al lui Jacques Brel rătăcit printre meandrele cântecului românesc.
Pe lângă versuri, Eugen Rotaru a scris și cărți și 36 de musicaluri (cu Laurențiu Profeta, Horia Moculescu, Dan Ștefănică, Vasile Vasilache-jr, Marcel Dragomir, Ion Cristinoiu, Marius Țeicu etc…), a colaborat cu, îmi vine să cred, toți compozitorii din România și teritoriile limitrofe rostitoare de cuvânt românesc. Eugen Rotaru a condus spre succes un număr important de cântece și cred că muzica ușoară românească ar fi fost mai săracă fără el, deschizător de drumuri într-un domeniu în care se părea că toate drumurile s-au închis. […]”

Cuvântul autorului
„Muzicalul, acest etern seducător...
Ce este muzicalul de teatru? De ce este nevoie de muzică și de actori care să poată să cânte și să danseze? Sunt două întrebări legitime care își găsesc răspunsul în evoluția naturală a teatrului. Suntem în anul 1906, la Paris. Se joacă dramatizarea după Frații Karamazov a lui Dostoievski. Succes mediu. În același timp, își termina turneul triumfal la Paris trupa Teatrului Țigănesc din Moscova. La propunerea producătorilor, este invitată trupa țigănească la momentul nunții unuia dintre frații Karamazov.
Succesul este fulminant. Se poate spune că atunci se semnase actul de naștere al muzicalului de teatru. Evoluția ulterioară a fost uluitoare. Broadway-ul și Londra au devenit centrele lumii, unde noul gen de teatru a devenit rege. Pe Broadway, astăzi, dacă vrei să vezi Regele Leu cu muzica lui Elton John, se pot rezerva bilete numai cu un an înainte. Am văzut la Londra o stagiune de muzicaluri, ceva incredibil, aproape de perfecțiune, iar când un final de spectacol a avut ca număr colectiv un dans-step și, cu același talent, dansau copii de șase-opt ani, adulți, doamne la vârsta senectuții... am decretat pentru mine că Londra este centrul muzicalului de teatru din întreaga lume.
Ca să facă față cererii de bilete, teatrele au câte patru distribuții pentru fiecare spectacol, astfel încât să poată juca același spectacol de 10 ori pe săptămână. Sunt spectacole care s-au jucat 25-30 de ani cu sala plină. Doresc cu ardoarea spectatorului total ca acest gen de teatru total să apară, din când în când, și la noi. Pentru mine, scriitor de teatru muzical, ar fi împlinirea unui vis.” (din volumul „Făcătorii de lumină”, Editura Eikon)
A decedat la data de 5 decembrie 2018 și a fost înmormântat la Cimitirul Bellu din București.

## Filmografie

### Scenarist
- De-aș fi Peter Pan (1992) – scenariul și textele cântecelor, regia Gheorghe Naghi